# Skylar Astin
Skylar Astin Lipstein (New York, 23 september 1987) is een Amerikaans acteur en zanger.

## Filmografie
- 2022-24 - So Help Me Todd - Todd
- 2020-21 - Zoey's Extraordinary Playlist - Max Richman
- 2016 - Monkey Up - Monty (stem)
- 2015 - Crazy Ex-Girlfriend - Greg
- 2015 - Pitch Perfect 2 - Jesse
- 2013 - Ground Floor - Brody
- 2013 - Cavemen - Dean
- 2013 - 21 & Over - Casey
- 2012 - Wreck-It Ralph - stem van Roy
- 2012 - Pitch Perfect - Jesse
- 2012 - Love Written in Blood II - Henderson
- 2010 - Strange Brew - Kyle
- 2009 - Taking Woodstock - John Roberts
- 2009 - Ace In The Holl - Todd Morella
- 2008 - Hamlet 2 - Rand Posin
- 2006 - Stagedoor - zichzelf

- Bibsys: 13051637
- Bibliothèque nationale de France: cb16723043m (data)
- Gemeinsame Normdatei: 1035617897
- International Standard Name Identifier: 0000 0004 0204 5747
- Library of Congress Control Number: no2013015083
- MusicBrainz: 25158a96-260e-44e0-9645-fc57e06bc77e
- Nederlandse Thesaurus van Auteursnamen: 39882407X
- Virtual International Authority File: 296895612
- WorldCat: E39PBJwdgwr8WF3ky3FBJQ9hpP